# 1491 Balduinus
1491 Balduinus (1938 EJ) là một tiểu hành tinh nằm phía ngoài của vành đai chính được phát hiện ngày 23 tháng 2 năm 1938 bởi Delporte, E. ở Uccle.